# 2082 Galahad
2082 Galahad è un asteroide della fascia principale. Scoperto nel 1960, presenta un'orbita caratterizzata da un semiasse maggiore pari a 2,9261994 UA e da un'eccentricità di 0,1591439, inclinata di 3,06435° rispetto all'eclittica.
Porta il nome di Galahad, uno dei Cavalieri della Tavola rotonda.